# Società Podistica Lazio 1902
Questa voce raccoglie le informazioni riguardanti la Società Podistica Lazio nelle competizioni ufficiali della stagione 1902.

## Stagione
Per la partita Lazio-Virtus, che per alcuni storici del calcio fu giocata il 15 maggio 1902, recenti ricerche hanno spostato la data di effettuazione di questa partita, il primo derby romano, due anni dopo.

## Divise
L'uniforme è una maglia bianca con calzoncini neri.
| Manica sinistra · Maglietta · Manica destra · Pantaloncini · Calzettoni |

## Organigramma societario
Area direttiva
- Presidente: Giuseppe Pedercini

Area tecnica
- Allenatore: Bruto Seghettini, poi Sante Ancherani

## Rosa
| N. |                   | Ruolo | Calciatore          |
| -- | ----------------- | ----- | ------------------- |
|    | Italia (bandiera) | P     | Arturo Balestrieri  |
|    | Italia (bandiera) | D     | Carlo Grassi        |
|    | Italia (bandiera) | D     | Alceste Grifoni     |
|    | Italia (bandiera) | C     | Olindo Bitetti      |
|    | Italia (bandiera) | C     | Giuseppe D'Amico    |
|    | Italia (bandiera) | C     | Fernando Pellegrini |

| N. |                   | Ruolo | Calciatore      |
| -- | ----------------- | ----- | --------------- |
|    | Italia (bandiera) | A     | Sante Ancherani |
|    | Italia (bandiera) | A     | Angelo Golini   |
|    | Italia (bandiera) | A     | Tito Masini     |
|    | Italia (bandiera) | A     | Romolo Pollina  |
|    | Italia (bandiera) | A     | Augusto Ricci   |

## Calciomercato
| Acquisti | Acquisti | Acquisti | Acquisti |
| R.       | Nome     | da       | Modalità |
| -------- | -------- | -------- | -------- |

| Cessioni | Cessioni | Cessioni | Cessioni |
| R.       | Nome     | a        | Modalità |
| -------- | -------- | -------- | -------- |